# Pyrzyce (gemeente)
De gemeente Pyrzyce is een stad- en landgemeente in het Poolse woiwodschap West-Pommeren, in powiat Pyrzycki.
Zetel van de gemeente is in de stad Pyrzyce.
Op 30 juni 2004 telde de gemeente 19 699 inwoners.

## Oppervlakte gegevens
In 2002 bedroeg de totale oppervlakte van gemeente Pyrzyce 204,4 km², waarvan:
- agrarisch gebied: 85%
- bossen: 1%

De gemeente beslaat 28,17% van de totale oppervlakte van de powiat.

## Demografie
Stand op 30 juni 2004:
| Omschrijving                   | Totaal | Totaal | Vrouwen | Vrouwen | Mannen | Mannen |
| ------------------------------ | ------ | ------ | ------- | ------- | ------ | ------ |
| eenheid                        | aantal | %      | aantal  | %       | aantal | %      |
| inwoners                       | 19 699 | 100    | 9 992   | 50,7    | 9 707  | 49,3   |
| bevolkingsdichtheid (inw./km²) | 96,4   | 96,4   | 48,9    | 48,9    | 47,5   | 47,5   |

In 2002 bedroeg het gemiddelde inkomen per inwoner 1 235,45 zł.
De gemeente heeft 49,1% van het aantal inwoners van de powiat.

## Plaatsen
- Stad:
  - Pyrzyce (Duits Pyritz, stad sinds 1263)
- sołectwo:
  - Brzesko, Brzezin, Czernice, Giżyn, Krzemlin, Letnin, Mechowo, Mielęcin, Młyny, Nowielin, Nieborowo, Obromino, Okunica, Pstrowice, Rzepnowo, Ryszewko, Ryszewo, Stróżewo, Turze en Żabów.

## Aangrenzende gemeenten
Banie, Kozielice, Lipiany, Myślibórz, Przelewice, Stare Czarnowo, Warnice